# Азиров, Артём Иванович
Артём Иванович Азиров — участник и ветеран Великой Отечественной войны, советский хозяйственный, государственный и политический деятель.

## Биография
Родился в 1922 году в Тбилиси. Член КПСС с 1943 года.
Участник Великой Отечественной войны. Воевал в составе 18-й армии. С 1945 года — на хозяйственной, общественной и политической работе. В 1945—1983 гг. — работник системы Министерства внутренних дел Грузинской ССР и трамвайно-троллейбусного управления города Тбилиси, инструктор, второй секретарь райкома им. 26 комиссаров г. Тбилиси, инспектор отдела, заместитель заведующего отделом ЦК КП Грузии, первый секретарь Октябрьского райкома КП Грузии города Тбилиси.
Избирался депутатом Верховного Совета Грузинской ССР 9-го и 10-го созывов.
С 2004 года живёт в Москве. 19 декабря 2022 года в кругу семьи и друзей отметил 100-летний юбилей!
Скончался 16 ноября 2024 года.